# Letecká pošta

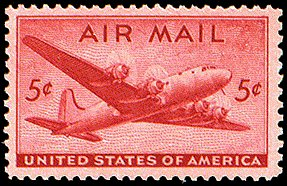
Letecká pošta

Letecká pošta je pošta, při níž se poštovní zásilky dopravují letadlem. Jedná se o nejrychlejší přepravu pošty na delší vzdálenosti.

## Historie letecké pošty

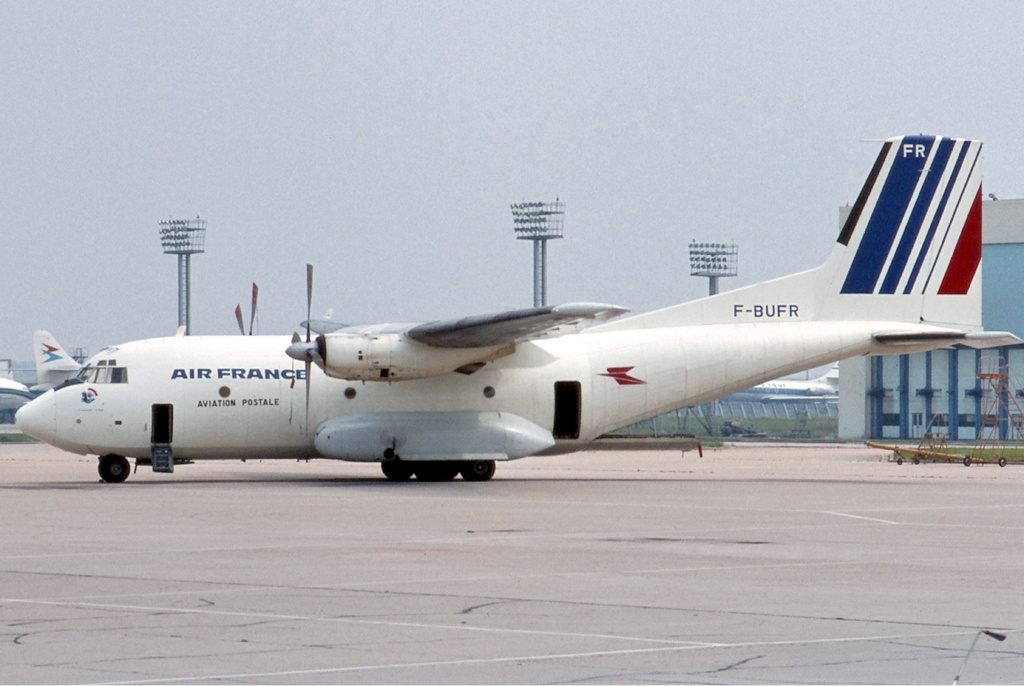
Francouzské poštovní letadlo Transall C-160P

### Přeprava balóny a vzducholoďmi
Předchůdcem pošty letecké byla pošta balónová. První přeprava zásilky byla uskutečněna balónem 7. ledna 1785 z Doveru do Francie. Balónová pošta byla použita během Prusko-francouzské války v letech 1870–71. Francouzi využili balóny na doručení pošty z odříznutých měst Paříž a Méty, a to v kombinaci s holubí poštou. V Německu byly pro přepravu pošty ve druhé a třetí dekádě 20. století využívány řiditelné vzducholodě.
Na území Čech, konkrétně v Haidě – dnešním Novém Boru poprvé přistála vzducholoď v roce 1913. Byl to komerční let a byla k němu vyhotovena i pamětní razítka pro filatelistickou potřebu.

### Letecká pošta
První oficiální použití letounu pro přepravu pošty proběhlo roku 1911 u města Iláhabad v britské Indii. Bylo přepraveno 6 500 dopisů na vzdálenost 13 km.

#### Letecká pošta v Československu
Pravděpodobně první úspěšný pokusný let s poštovními zásilkami v Československu se uskutečnil 13. července 1919. Podle tiskové zprávy byla první pravidelná přeprava letecké pošty v Československu zahájena mezi Užhorodem a Prahou v říjnu 1919. Létalo se dvakrát týdně oběma směry, s mezipřistáními v Bratislavě a Lučenci. V počátcích lety zajišťovalo vojenské letectvo a přepravována byla pouze státní pošta.
V předválečném Československu došlo k rozsáhlému využívání letadel k přepravě pošty a tento trend pokračoval i v poválečném Československu.

### Letadlová pošta
Letadlovou poštou byl označován druh leteckého poštovního kurzu. Na území Československa byla v letech 1952 až 1981 zároveň poštou ambulantní, protože na palubě letadla pracovníci pošty přijímali, zpracovávali a vypravovali (poštovní) závěry.
Dne 4. června 1956 byla zřízena letadlová pošta Praha-Bratislava-Košice 2001, ve zpátečním směru pak měla číslo 2002.
Dne 8. dubna 1957 byla zřízena letadlová pošta Praha-Přerov-Bratislava-Zvolen 2005, která byla od roku 1960 vedena po trase Praha-Brno-Ostrava-Zvolen a letadlová pošta Zvolen-Bratislava-Brno-Přerov-Praha 2006, která byla od roku 1960 vedena po trase Zvolen-Brno-Přerov-Praha.
V roce 1960 byla zřízena letadlová pošta Praha-Ostrava 2011, ve zpátečním směru pak měla číslo 2012.
Poslední vnitrostátní letadlová pošta, která byla provozována po zániku Československa na trase Praha–Ostrava–Praha, byla zrušena 30. září 2010.

## Aerofilatelie
Obor filatelie, který se zabývá leteckou poštou, tedy zejména použitím leteckých známek a nálepek, studiem leteckých celistvostí apod.se nazývá aerofilatelie.